# Caryophyllia sewelli
Caryophyllia sewelli is een rifkoralensoort uit de familie Caryophylliidae. De wetenschappelijke naam van de soort is voor het eerst geldig gepubliceerd in 1938 door Gardiner & Waugh.